# Masakr v Babím Jaru

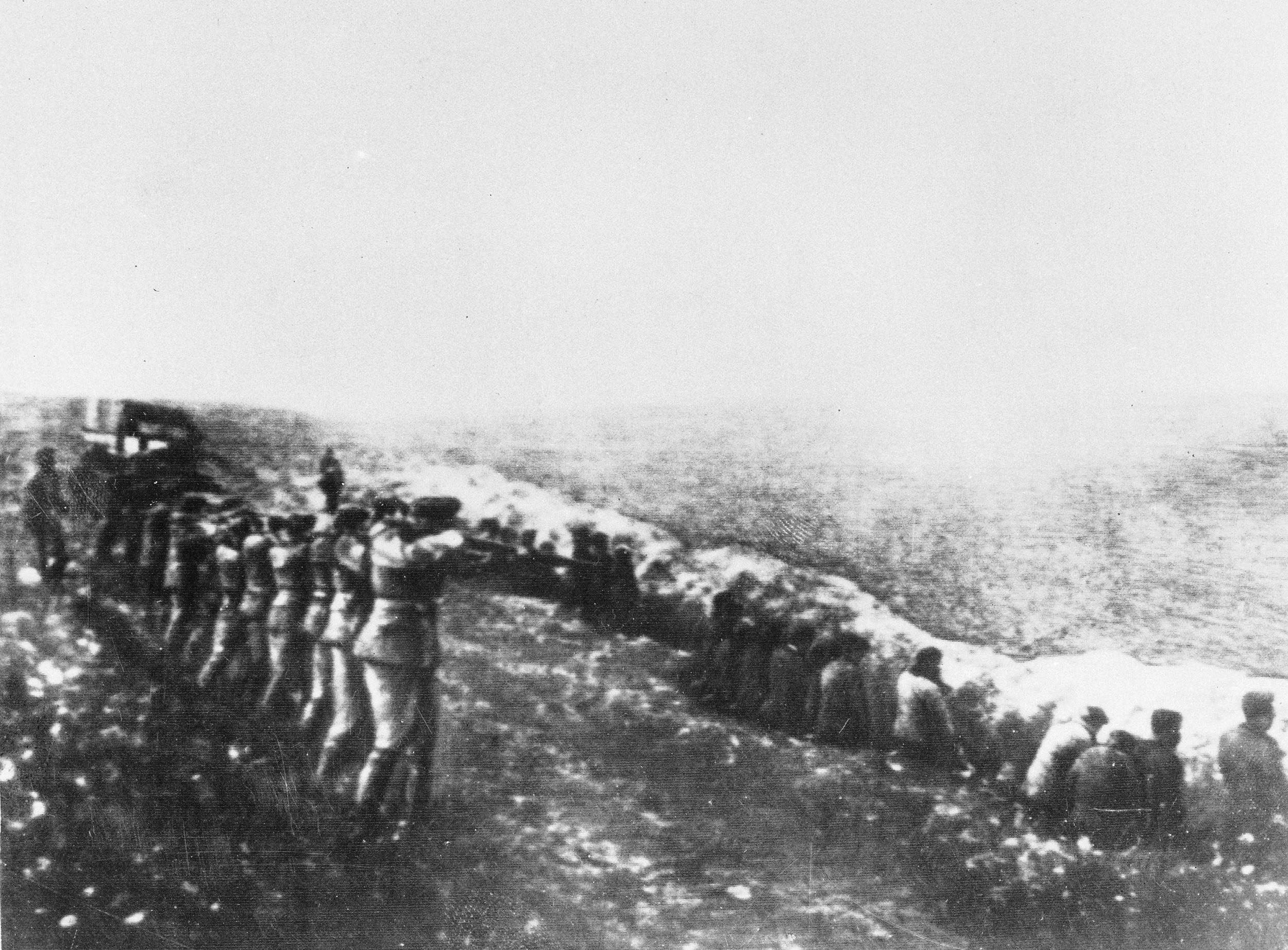
Masakr v Babím Jaru (němečtí vojáci střílí na civilisty stojící nad okrajem masového hrobu)

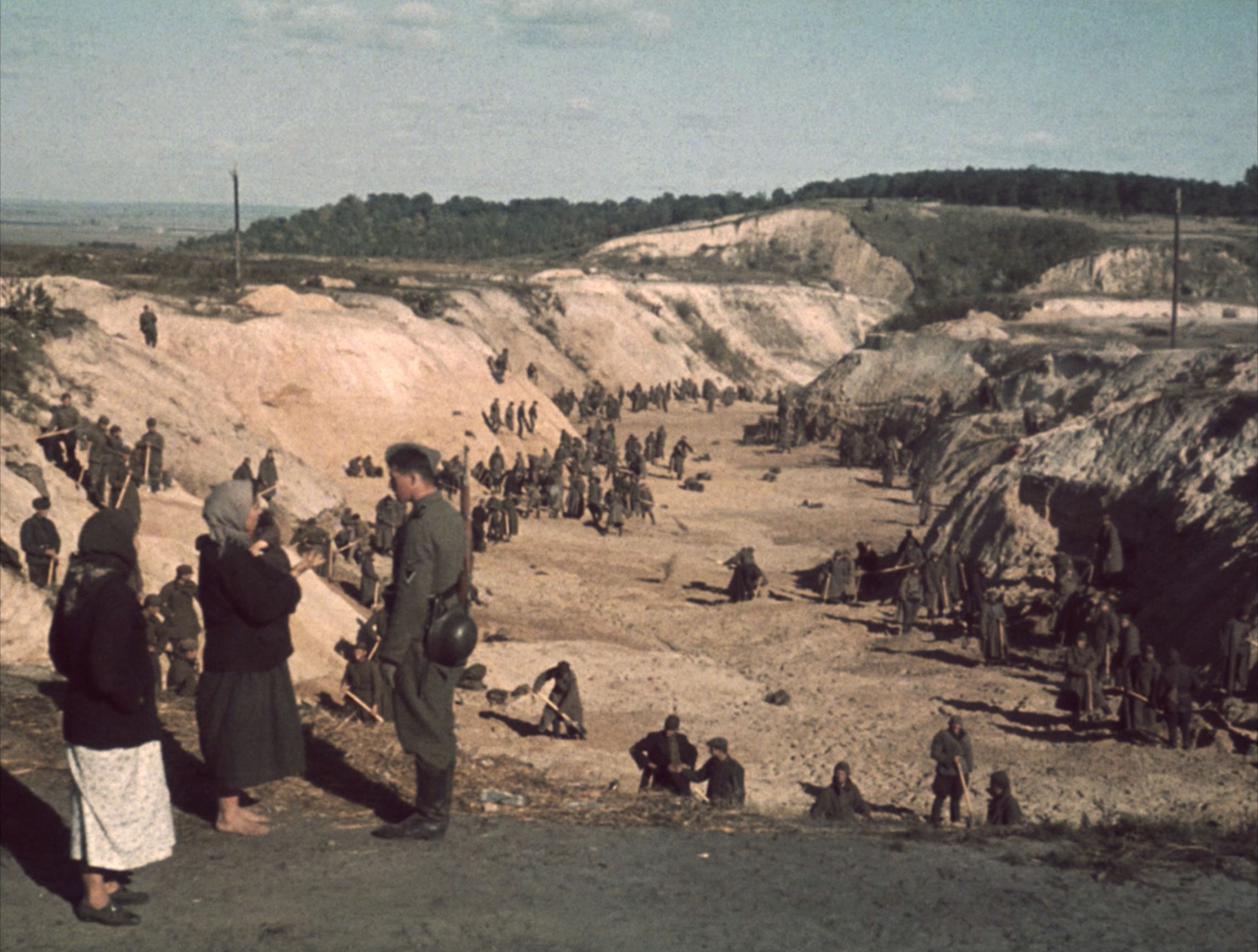
Sovětští váleční zajatci zakrývají masové hroby

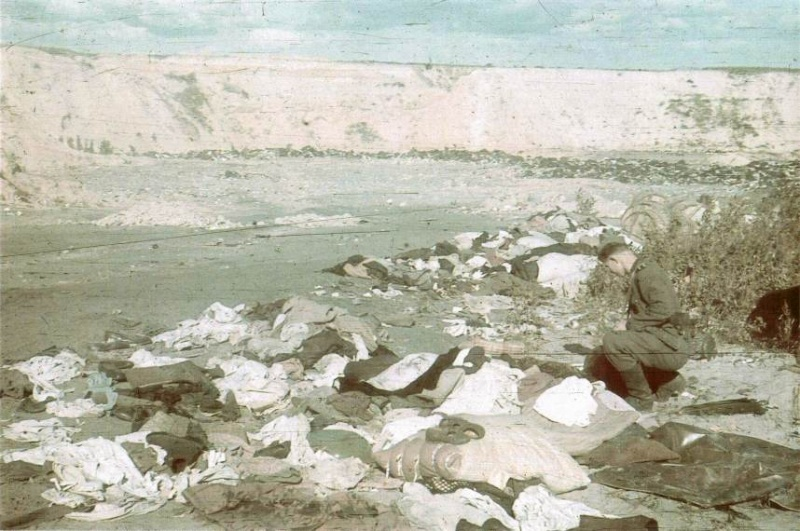
Příslušník SS se probírá osobními věcmi zavražděných obětí

Masakr v Babím Jaru bývá nazývána akce německých jednotek Einsatzgruppen, které, za podpory polovojenských ukrajinských oddílů, na místě poblíž Kyjeva postřílely v průběhu druhé světové války koncem září 1941 přes 33 tisíc Židů a později několik desítek tisíc dalších občanů tehdejšího SSSR.

## Rokle Babyn Jar
Až do roku 1961 byl Babyn Jar (Бабин Яр, rusky Бабий Яр – Babij Jar) jednou z největších roklin v blízkosti Kyjeva. Délka rokle dosahovala asi 2,5 km a její hloubka asi 50 m. V jejím středu tekl potok. Babyn Jar je v historických kronikách zmíněn poprvé v roce 1401 v souvislosti s prodejem tohoto pozemku (od staré ženy – rusky baby) dominikánskému klášteru. V průběhu staletí sloužila roklina k různým účelům, včetně vojenských táborů a nejméně dvou hřbitovů – jednoho pravoslavného a druhého židovského, který byl zrušen v roce 1937.

## Masakr Židů

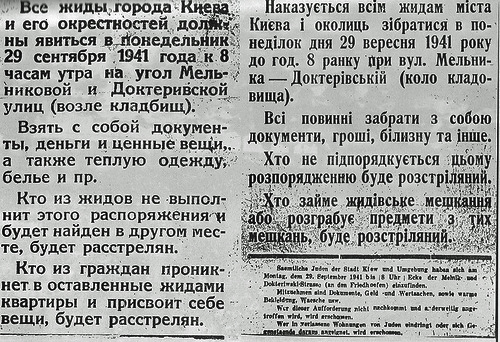
Vyhláška pro Židy k odchodu z Kyjeva

V měsíci září 1941 po dobytí Kyjeva německými vojsky byla dána ve známost tato vyhláška:
„Židé žijící v Kyjevě a jeho okolí se dostaví 29. září 1941 v 8 hodin ráno na roh ulic Melnikovy a Dokterivské (u hřbitovů). S sebou si vezmou osobní doklady, cennosti, peníze, teplé oblečení, spodní prádlo atd. Všichni Židé, kteří neuposlechnou toto nařízení a budou přistiženi kdekoli jinde, budou zastřeleni. Všichni civilisté, kteří vniknou do budov evakuovaných Židů a odcizí jejich majetek, budou zastřeleni.“ Byl to začátek předem připravené akce, kterou naplánoval vrchní velitel SS a policie na Ukrajině Obergruppenführer Friedrich Jeckeln za přítomnosti Kurta Eberharda, velitele Kyjeva.
Židé byli následně 29. září 1941 odvedeni ze shromažďovacích míst Sonderkomandem 4a, jemuž velel Standartenführer Paul Blobel, do rokle Babí Jar, vzdálené 3 km od Kyjeva. Akce se účastnily i dva oddíly policejního praporu a ukrajinská milice. Židé byli na místě rozděleni do skupin, byly jim odebrány cenné věci a osobní dokumenty a bylo jim nařízeno vysvléci se do naha. Poté sestoupili do rokle, kde si je převzala Schutzpolizei. Muži, ženy i děti byli nuceni lehnout si obličejem k zemi a byli stříleni zezadu. Ti Židé, kteří přicházeli později, si museli lehnout na mrtvoly a očekávat smrtelnou ránu. Hrůzná jatka trvala 2 dny, 29. a 30. září 1941. Podle zprávy, která byla odeslána do Berlína, bylo zavražděno 33 771 Židů.

## Další masakry
Akce z konce září 1941, která se s ohledem na dobu provedení stala největší hromadnou vraždou v dějinách lidstva, nebyla tou poslední. V průběhu nacistické okupace sloužila rokle Babí Jar k dalším hromadným vraždám, i když menšího rozsahu. Na místě byly zavražděny další desetitisíce Židů, Romů, Ukrajinců a Rusů. Byli zde vražděni též váleční zajatci a partyzáni.

## Pomník

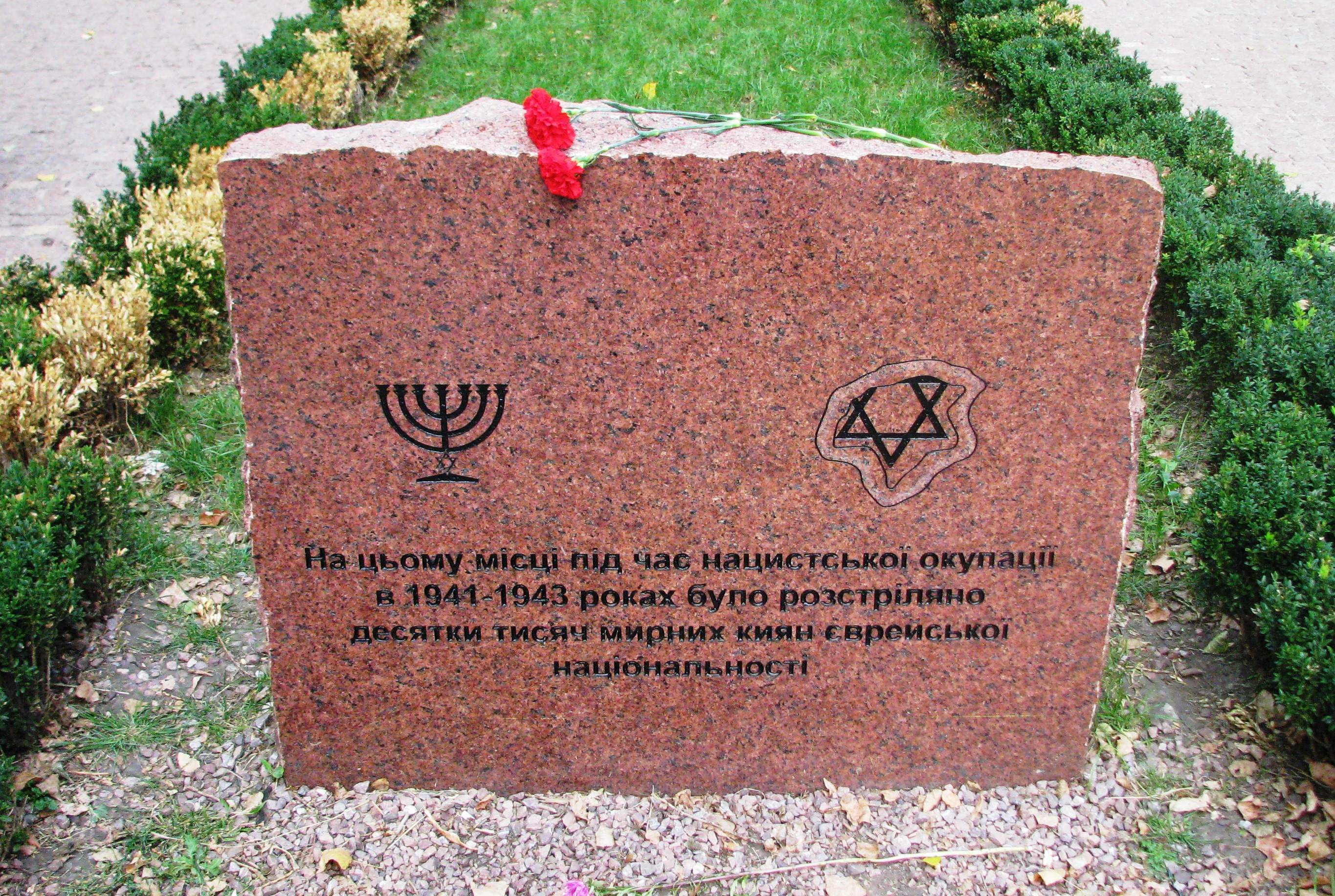
Pomník v Babím Jaru

Na masakr v Babím Jaru se mělo po válce paradoxně zapomenout , a to kvůli Stalinově antisemitské politice 50. let [zdroj?]. Situace se změnila na přelomu 50. a 60. let, kdy místo navštívil známý sovětský básník Jevgenij Jevtušenko, který svou básní k tomuto místu rozpoutal diskusi. Roku 1962 složil na základě této básně svou světoznámou 13. symfonii Dmitrij Šostakovič (op. 113, „Babi Jar“). Roku 1965 byla vyhlášena anonymní soutěž na památník všem obětem masakru v Babím Jaru, který byl po různých peripetiích odhalen roku 1976. Za hranicemi SSSR se setkal s ostrou kritikou, protože nedostatečně upomíná na skutečnost, že většina obětí byli Židé. 29. září roku 1991 byl vybudován židovský památník Menora v parku Babij jar u stanice metra Dorohožyči, v následujících letech byly odhaleny i památníky další (kříž na památku zavražděných pravoslavných kněží, další na památku Romů či Ukrajinců).

### Údajné ruské ostřelování v roce 2022‎
Během ‎‎ruské invaze na Ukrajinu v roce 2022 byl památník 1. března 2022 údajně poškozen ruskými raketami.  Při útoku byly zničeny objekty související s přilehlou televizní věží. Na místě památníku se však nenašly žádné stopy útoku.

## Inspirovaná díla
- KUZNĚCOV, Anatolij. V rokli čeká smrt (Babij Jar) dokumentární román. 1. vyd. Praha: Svět sovětů, 1968. 288 s. (Edice Lidová knihovna sv.8). 26-038-68.
- filmové drama z roku 2003 Babij Jar na csfd.cz
- filmový dokument z roku 2021 Babij Jar. Kontext na csfd.cz